# Stylurus ivae
Stylurus ivae là loài chuồn chuồn trong họ Gomphidae. Loài này được Williamson mô tả khoa học đầu tiên năm 1932.